# 3,3'-联吡啶
3,3'-联吡啶是一种有机化合物，化学式为C10H8N2，它是联吡啶的同分异构体之一。它可由3-溴吡啶和3-三丁基锡基吡啶在四(三苯基膦)钯催化下反应制得。它和五氟化铌、叠氮基三甲基硅烷在乙腈中于反应，可以得到[Nb(N3)5]2(3,3'-bipy)；五氟化钽的反应与之类似。